# Бассі (Айова)
Бассі (англ. Bussey) — місто (англ. city) в США, в окрузі Меріон штату Айова. Населення — 387 осіб (2020).

## Географія
Бассі розташоване за координатами 41°12′21″ пн. ш. 92°53′3″ зх. д. / 41.20583° пн. ш. 92.88417° зх. д. (41.205751, -92.884272).  За даними Бюро перепису населення США в 2010 році місто мало площу 0,86 км², уся площа — суходіл.

## Демографія
Згідно з переписом 2010 року, у місті мешкали 422 особи в 176 домогосподарствах у складі 116 родин. Густота населення становила 490 осіб/км².  Було 209 помешкань (242/км²).
Расовий склад населення:
| - 98,3 % — білих - 0,7 % — корінних американців - 0,2 % — азіатів |

До двох чи більше рас належало 0,7 %. Частка іспаномовних становила 2,1 % від усіх жителів.
За віковим діапазоном населення розподілялося таким чином: 26,8 % — особи молодші 18 років, 56,6 % — особи у віці 18—64 років, 16,6 % — особи у віці 65 років та старші. Медіана віку мешканця становила 40,7 року. На 100 осіб жіночої статі у місті припадало 97,2 чоловіків;  на 100 жінок у віці від 18 років та старших — 93,1 чоловіків також старших 18 років.
Середній дохід на одне домашнє господарство  становив 47 223 долари США (медіана — 36 250), а середній дохід на одну сім'ю — 55 703 долари (медіана — 51 071). За межею бідності перебувало 17,4 % осіб, у тому числі 20,4 % дітей у віці до 18 років та 9,9 % осіб у віці 65 років та старших.
Цивільне працевлаштоване населення становило 212 особи. Основні галузі зайнятості: освіта, охорона здоров'я та соціальна допомога — 37,3 %, виробництво — 30,2 %, транспорт — 11,3 %, роздрібна торгівля — 7,5 %.